# Johann Baptist Schober
Johann Baptist Schober OCist (* 15. Januar 1783 in Weißenbach, heute: Vorderweißenbach, Oberösterreich als Anton Schober; † 19. Januar 1850 in Schloss Mühldorf, Feldkirchen an der Donau) war ein österreichischer Gelehrter des Zisterzienserordens und von 1832 bis 1850 Abt des Stiftes Wilhering.

## Leben
Schober wuchs als drittes von fünf Kindern der Müller Georg und Maria Anna Schober auf. Er besuchte das Marianum in Freistadt, das Akademische Gymnasium sowie das k. k. Lyceum in Linz (1799–1801), wo die Grundlagen seiner humanistischen, sprachlichen und philosophischen Bildung gelegt wurden. Am 11. Oktober 1801 trat Schober unter dem Ordensnamen Johann Baptist in das Noviziat des Stiftes Wilhering eintrat. Nach dem Theologiestudium in Linz und der Profess am 25. Mai 1806, empfing er am 6. September 1806 die Priesterweihe und feierte am 15. September 1806 Primiz in Weißenbach, einer Stiftspfarre von Wilhering. Im Anschluss daran lehrte er Griechisch und Mathematik am Linzer Akademischen Gymnasium, ab 1808 auch am k. k. Lyceum in Linz, wo Schober zusätzlich von 1830 bis 1832 Physik supplierte.
Schober stand den Geistesströmungen der Aufklärung sehr aufgeschlossen gegenüber. Pädagogisch orientierte er sich an Johann Friedrich Herbert, religionswissenschaftlich an Johann Adam Möhler. Seine ausgedehnte Reisetätigkeit brachte ihn zudem mit den Geistesströmungen der Nachbarstaaten in Berührung. Sein 1822 publiziertes Reisetagebuch geht auf seinen ersten Italienaufenthalt (1818) zurück, dem weitere Reisen nach Frankreich, Deutschland und Italien folgten.
Am 7. November 1832 wählte der Konvent von Stift Wilhering Johann Baptist Schober zum Abt, die Abtsbenediktion empfing er am 8. November 1832. Er löste Bruno Detterle ab, der das Stift seit 1801 leitete und Schobers charakterlicher Weltoffenheit diametral gegenüberstand. Infolge der Bestimmungen des Josephinismus war der Personalstand des Konventes und die monastische Liturgie auf ein Minimum reduziert. Schobers Ressentiments gegenüber der Volksfrömmigkeit und den klösterlichen Zeremonien konsolidierte diesen Zustand.
Nach seiner Abtswahl blieb Schober den humanistischen Wissenschaften eng verbunden. 1833 zum k.k. Regierungsrat ernannt, berief ihn Kaiser Franz II. zum Direktor des philosophischen Zweigs am Linzer k. k. Lyceum. Zeitgleich war er Referent im naturhistorischen Bereich des neugegründeten Vereins des vaterländischen Museums, woraus der Oberösterreichische Musealverein hervorging und kurzzeitig auch Leiter des Museum physicum in Linz. Schobers Abbatiat läutete für das Stift Wilhering eine rege Bautätigkeit ein. Neben umfangreichen Renovierungsarbeiten in der Stiftskirche, der Prälatur und den Wirtschaftsgebäuden, ließ er auch einen Englischen Garten samt Lusthaus im klassizistischen Stil errichten. Im Zuge der Renovierungsarbeiten in den Stiftspfarrkirchen von Grammastetten und Traberg, engagierte Schober den Bildhauer Franz Xaver Schneider (1789–1847), der in Oberösterreich zum Wegbereiter des kirchlichen Historismus avancierte.
Schobers kulturelle Leistungen standen in Verbindung mit seiner Affinität zum humanistischen Bildungsideal. Für die Erweiterung des Naturalienkabinetts errichtete er von 1838 bis 1840 einen neuen Bibliotheksflügel, den allerdings 1890 Abt Theobald Grasböck zum Turnsaal für das Stiftsgymnasium Wilhering umfunktionierte. Ein um 1830 angelegtes Inventar der Stiftsbibliothek verzeichnete 2778 Werke in 5896 Bände. Parallel dazu ließ er die Münzsammlung erweitern, eine Gemäldegalerie einrichten und das Stiftsarchiv durch den Historiker Jodok Stülz aufarbeiten, der 1840 die Geschichte des Klosters Wilhering publizierte.
Zur 700-Jahr-Feier des Stiftes Wilhering 1846 erwirkte Schober mit Unterstützung des Linzer Bischofs Gregor Thomas Ziegler einen Ablass bei Papst Gregor XVI. In Schobers Amtszeit fiel die Revolution von 1848/1849 im Kaisertum Österreich sowie die kostenintensive Ablösung der Grundherrschaft von 1850, die auch seinen Nachfolger beschäftigte.
Schober starb am 9. Juni 1850 im Schloß Mühldorf in Feldkirchen an der Donau, nachdem er sich immer mehr vom Konvent zurückgezogen hatte und wurde auf dem Klosterfriedhof Wilhering begraben.

## Ehrungen
- k.k. Regierungsrat (1833)

## Veröffentlichungen
- Von Kremsmünster nach Venedig. Aus dem Tagebuch, geführt auf einer Reise durch Italien. Linz 1822.